# Бронтоскорпіо
Бронтоскорпіо (Brontoscorpio — «громовий скорпіон») — викопний рід гігантських скорпіонів, що жив в силурійському та девонському періодах. До роду належить єдиний вид — B. anglicus.
Скам'янілість бронтоскорпіо виявили в 1972 році, у Великій Британії. Цей скорпіон був одним з найдревніших павукоподібних, але перевищував за розміром всіх сучасних видів: його довжина досягала 94 см. Він, однак, не є найбільшим скорпіоном: більшим від нього був пульмоноскорпіон (Pulmonoscorpius), що жив в кам'яновугільному періоді.
Бронтоскорпіо примітний також тим, що в нього було чотири клешні: дві великі й дві дещо менші. На кінці черевця у бронтоскорпіо було жало, як і у його нащадків.

## Напівводна тварина

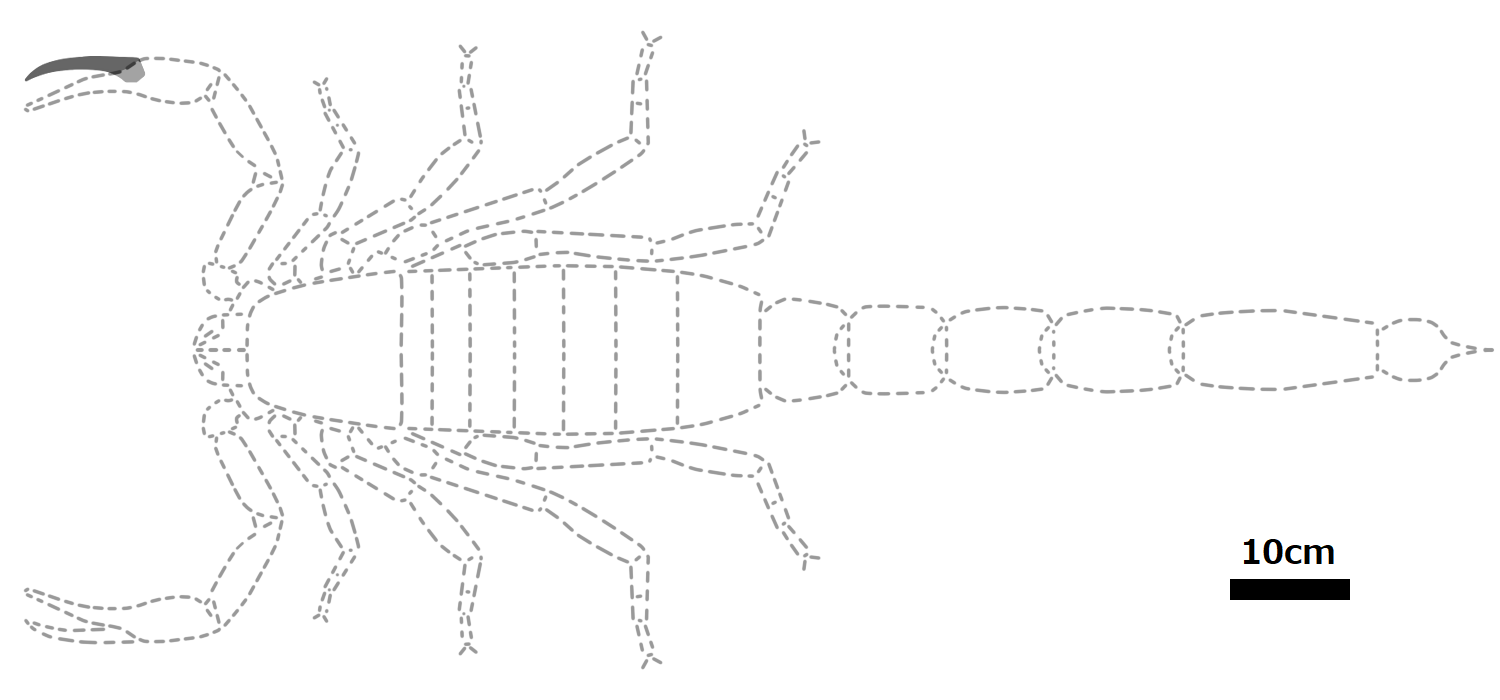
Оцінка розмірів бронтоскорпіона

У бронтоскорпіо були зябра і разом з тим легені. Так що це членистоноге жило і на суші, і в морі. У воді під час силурійського періоду мешкали величезні хижаки: ракоскорпіони та ортокони, так що цілком ймовірно, що скорпіони стали вибиратися на сушу, рятуючись від величезних хижаків.
Раціон цього скорпіона складався в основному з примітивних риб, таких як птераспіс (Pteraspis stensioei), або цефаласпіс (Cephalaspis lyelli).

## У масовій культурі
Бронтоскорпіо фігурує в серіалі Бі-Бі-Сі «Прогулянки з монстрами», де цей хижак атакує древніх риб цефаласпісів. Завдяки цьому фільму бронтоскорпіо став одним з найзнаменитіших доісторичних скорпіонів.